# Justicia sin Estado
Justicia sin Estado (del inglés The Enterprise of Law: Justice without the State) es un libro de Derecho escrito por Bruce Benson y publicado originalmente en 1990. El tema central es el cuestionamiento a la presunción de que la seguridad ciudadana, el orden público y la justicia sean competencia del Estado, presentando alternativas de Derecho privado. Es uno de los clásicos del anarcocapitalismo.
Benson no asegura la perfección de sus propuestas, pero según la evidencia mostrada, afirma que serían mucho mejores que el Estado. Sus ejemplos pasados y contemporáneos de ley privada en la práctica prefigurarían este orden libre como posible.
Esta obra también ha sido citada como un estudio de la ineficiencia del Estado en la prestación de servicios y de la superioridad del sector privado frente a este, considerándose como un hito importante en la defensa del sector privado en la prestación de servicios.

## Argumento
Benson, revisa la formación de los órdenes normativos tomando de ejemplo aquellos ordenamientos no  estatizados, por ejemplo los sistemas consuetudinarios de resolución de conflictos y represión del crimen. A partir de la revisión del Derecho anglosajón, el common law, el Derecho mercantil medieval, y se entrega a la crítica de la actual situación en que sostiene que el Estado ha ido estatizando el Derecho, absorbiéndolo y monopolizándolo, pero a la vez rechazando que el Derecho tenga origen en o necesidad del Estado.
Utiliza constantemente el análisis económico del Derecho y la teoría de la elección pública como herramientas para comprender el funcionamiento del Estado destapando las carencias y vicios que serían endógenos al sistema estatal de provisión los servicios de justicia y seguridad, e intenta justificar un modelo totalmente privado de defensa y arbitraje.
Estas instituciones privadas, tanto mercantiles como sin fines de lucro, constituirían la base jurídica del anarquismo liberal.